# Индустриален регион Кесън
Индустриален регион Кесън (правопис по системата на Маккюн-Райшауер Kaesŏng Kongŏp Chigu) е един от специалните региони на Северна Корея, намиращ се на 10 километра от демилитаризираната зона. Там се развива обширен индустриален парк, с директна пътна и железопътна връзка с Южна Корея, на един час път с кола от Сеул.
Създаден е в началото на 2003 г., като същата година КНДР и Република Корея ратифицират четири икономически споразумения за инвестиции в региона. Пилотната фаза на проекта е завършена през 2004, и първият индустриален парк започва работа през декември 2004 година.
Към юли 2008 г. в региона са заети общо 30 084 севернокорейски работници, трудещи се за 72 южнокорейски компании.
Набелязаната цел е до 2012 в региона да са заети 700 000 работници от КНДР.
Електричеството и комуникациите са осигурени от Южна Корея. Индустриалният парк се развива от компанията Хюндай Асан, дъщерна на корпорацията Хюндай. Регионът привлича южнокорейски инвеститори заради евтината работна ръка и наличието на специалисти, като всички те говорят корейски език.
Според водещият специалист от централната банка на Република Корея Парк Сук Сам, индустриалният регион може да създаде работа за 725 000 души и да произведе близо 500 милиона долара твърда печалба за Северна Корея, а до 2017 – допълнителни $1,78 млрд. от данъци и такси върху южнокорейските компании. Тежките санкции от страна на САЩ обаче правят развитието донякъде по-трудно. Над 1000 южнокорейски фирми обмислят преместване на производствените си бази от Китай и Югоизточна Азия в Кесън.
След покачването на напрежението в региона в началото на 2009 обаче, Северна Корея разтрогва всички споразумения с южнокорейските компании.